# Karıncaezmez Şevki
Fotografie

Karıncaezmez Şevki
(etwa in den 1960er Jahren)

(Bitte Urheberrechte beachten)
Karıncaezmez Şevki (1919 in Istanbul – 23. März 2000 ebenda) war ein türkischer Fußballnarr und eine der Symbolfiguren der Fangemeinde Galatasaray Istanbuls. Şevki opferte seinem Verein Beruf, Ehe und Gesundheit und war von 1940 bis 1970 eines der bekanntesten Gesichter der Türkei. Mit bürgerlichem Namen hieß er Şevki Güney.

## Originalität
Karıncaezmez Şevki kleidete sich ausschließlich in den Vereinsfarben Gelb und Rot und hatte immer eine Blume am Revers. Wenn er an Vereinsfarben vorbeikam, verharrte er bis zu einer halben Stunde mit hoch erhobenem rechten Arm zum Gruß. Oft stand er dabei auf der Motorhaube seines Autos, hatte eine Fahne in der Hand und verursachte ein Verkehrschaos. Den Beinamen Karıncaezmez Şevki („Şevki, der keiner Fliege etwas zuleide tut“, wörtlich: „keine Ameise zerquetscht“) erhielt er 1950 vom damaligen Polizeipräsidenten Istanbuls und späteren Minister Orhan Eyüboğlu, da er nie schneller als 30 km/h fuhr. Jahrelang wurde Karıncaezmez Şevki als kultiviertester Fahrer Istanbuls geehrt. In Fankreisen Galatasarays gilt er als legendärer „Amigo“, ein türkischer Ausdruck für Einpeitscher beim Fußball, obschon er die Menge niemals aktiv in Stimmung versetzte oder lenkte.

## Leben
Karıncaezmez Şevki war seit ca. 1947 verheiratet und hatte zwei Kinder. 15 Jahre lang arbeitete er als Busfahrer bei den Städtischen Verkehrsbetrieben Istanbuls, bis man ihn nach vielen Abmahnungen entließ, da die Blume am Revers und die Umgestaltung der Fahrerkabine mit Blumen gegen die Dienstvorschriften verstoße. Nach der Entlassung verließ ihn 1965 nach 18-jähriger Ehe auch seine Frau Bedia. Tochter Sıdıka und Sohn Nuri nahm sie mit. Zur Scheidungsverhandlung erschien Karıncaezmez Şevki in Gelb und Rot. Nach diesem Auftritt sprach der Richter seiner Frau die Kinder zu.
Karıncaezmez Şevki erwarb einen 1948er Opel, schmückte ihn mit den Vereinsfarben, pflasterte ihn von innen mit Zeitungsschnipseln über die Stars von Galatasaray und ließ ihn nach Parfüm duften. Fortan arbeitete Şevki als Dolmuş-Fahrer. Galatasaray-Fans fuhr er kostenlos zu Heimspielen. Es kam auch zu Übergriffen gegnerischer Fans auf sein Fahrzeug.
Nach Entlassung und Scheidung ereilte ihn weiteres Ungemach. Die Spiele seiner Mannschaft verfolgte er in der Regel atemlos an der Brüstung mit zwei Fahnen in der Hand, oft auf einer Höhe mit dem Linienrichter. Nach einer 2:3-Niederlage gegen Fenerbahçe warfen ihn Fans der eigenen Mannschaft über die Stadionbrüstung, da er angeblich dem Club Unglück bringe. Dabei brach sich Şevki den rechten Arm. Man verwehrte ihm ferner in jener Saison den Zutritt zum Stadion. Die Spiele verfolgte er bei Wind und Wetter vom Beleştepe („Umsonsthügel“) mit stundenlang erhobenem linken Arm, da nun der rechte eingegipst war. Es traten nach einigen Vorfällen aufgrund von Biergenuss erhebliche Komplikationen der Bruchheilung auf. Der Arm musste schließlich amputiert werden.
Karıncaezmez Şevki zog sich nun jahrelang von der Welt zurück. Er lebte bei seiner Schwester Nuriye, hatte gesundheitliche Probleme und verließ das Haus nicht mehr. In den folgenden Jahren gab es verschiedentlich Meldungen über Şevkis Ableben. Etwa 15 Jahre später erschien am 13. Oktober 1991 ein Bericht in der Zeitschrift Nokta, dass er noch lebe. Der Club und die Zeitschrift griffen nun dem verarmten Şevki in materieller Hinsicht unter die Arme und ehrten ihn. Bei einer Preisverleihung der Nokta rezitierte Şevki mit brüchiger Stimme ein selbstverfasstes und autobiographisches Gedicht:
Çiçek sever / Esans sürer / Karıncaezmez / Gönül kırmaz / Acele iş sevmez / 30 km'den fazla gitmez / Galatasaray'dan dönmez / Yakasında çiçek görmezse yaşayamaz / Şoför Şevki Güney
Er liebt Blumen / Er trägt Parfüm auf / Er zerquetscht keine Ameise / Er kränkt niemand / Er mag keine Eile / Er fährt nicht schneller als 30 km/h / Er gibt Galatasaray niemals auf / Wenn er keine Blume am Revers sieht, kann er nicht leben / Der Fahrer Şevki Güney
Karıncaezmez Şevki starb am 23. März 2000, dem Tag, an dem seine Mannschaft das Viertelfinalheimspiel des UEFA-Pokals gegen RCD Mallorca mit 2:1 gewann und damit einen wichtigen Sieg auf dem Weg zum größten Erfolg der Vereinsgeschichte, dem Gewinn des UEFA-Pokals, erzielte.

## Mediale Rezeption
Karıncaezmez Şevki war zeit seines Lebens und danach Gegenstand von zahlreichen Büchern. Zeitungsartikeln, Filmen und Fernsehsendungen. 
1965 wurde ein Film mit dem Titel Çam Sakızı über Şevki gedreht, bei dem er auch mitspielte. Im Film Taçsız Kral, ebenfalls aus 1965, über den Torschützenkönig Metin Oktay von Atıf Yılmaz spielt Şevki sich selbst. Zeitgenössische Zeitungen berichteten ausführlich über sein Privatleben. So berichtete die Milliyet vom 31. Oktober 1965 eigens über seine Scheidung. Einem Artikel der Zeitschrift Nokta  vom 31. Oktober 1991 ist es zu verdanken, dass man sich insbesondere bei Galatasaray Şevkis erinnerte. Kurz vor seinem Tod wurde Şevki von der Zeitung Sabah porträtiert. Bei seinem Tod erschienen Nachrufe auf ihn in mehreren Zeitungen. Elf Jahre nach seinem Tod schrieb die Posta einen ausführlichen Nachruf und bezeichnete ihn als kultiviertesten „Amigo“ aller Zeiten.
Porträts von Karıncaezmez Şevki gibt es in zahlreichen Büchern. Ümit Bayazoğlu beschreibt ihn in einem eigenen Kapitel in seinem Uzun, İnce Yolcular. Mümtaz Cankurtaran widmet ihm einen Abschnitt in seinem Buch Bir zamanlar İstanbul. Süleyman Tekils Buch über die Geschichte Galatasarays Galatasaray Tarihi, 1905-1985 porträtiert ihn ebenso wie Cem Özmerals Buch Dere Tepe İstanbul. Zwei Enzyklopädien über Istanbul, die İstanbul Ansiklopedisi vom NTV-Verlag und die Dünden Bugüne İstanbul Ansiklopedisi des Ministeriums für Kultur und der Geschichtsstiftung, thematisieren Şevki. Ein weiteres Porträt findet sich in einem gesonderten Kapitel von Abuzer Aldoğans Buch Geçmişten kalan İzler: Pertek'ten Başlayan Yol.
Im Jahr 2011 schilderte der Journalist Sunay Akın Şevki in seiner Sendung für den Sender Türkmax.